# Cryptothele verrucosa
Cryptothele verrucosa är en spindelart som beskrevs av Ludwig Carl Christian Koch 1872. Cryptothele verrucosa ingår i släktet Cryptothele och familjen Zodariidae. Inga underarter finns listade i Catalogue of Life.